# Statistiche della nazionale maschile di rugby a 15 del Galles
Sono qui di seguito elencate le statistiche relative ai test match ufficiali disputati dalla Nazionale gallese di rugby a 15 dal 1881.

## Statistiche di squadra

### Generali
- Vittoria con il massimo scarto: Galles - Giappone 98–0 (26 novembre 2004).
- Sconfitta con il massimo scarto: Sudafrica - Galles 96-13 (27 giugno 1998).
- Incontro con il massimo numero di punti realizzati: Portogallo - Galles 11–102 (18 maggio 1994).
- Incontro con il massimo numero di punti subìti: Sudafrica - Galles 96-13 (27 giugno 1998).
- Maggior numero di vittorie consecutive: 11
  - Inizio serie: 9 marzo 1907, Galles - Irlanda 29-0.
  - Fine serie: 1º gennaio 1910, Galles - Francia 49-14.
- Maggior numero di sconfitte consecutive: 11
  - Inizio serie: 23 novembre 2002, Galles - Nuova Zelanda 17-43.
  - Fine serie: 23 agosto 2003, Galles - Inghilterra 9-43.

### Confronti totali con le altre Nazionali
Vengono considerati in questa tabella solo gli incontri ufficialmente riconosciuti come Full International. Non vengono conteggiati quindi incontri contro rappresentative locali, squadre di club o selezioni diverse dalla Nazionale maggiore (es. i Barbarians o le selezioni A, B, XV et alii). (Tabella aggiornata al 15-3-2014)
| Avversario    | 1º incontro      | 1ª vittoria       | G   | V   | N  | P   | PF    | PS   | % V/G  |
| ------------- | ---------------- | ----------------- | --- | --- | -- | --- | ----- | ---- | ------ |
| Inghilterra   | 19 febbraio 1881 | 15 febbraio 1890  | 125 | 56  | 12 | 57  | 1450  | 1632 | 44,80  |
| Irlanda       | 28 gennaio 1882  | 28 gennaio 1882   | 120 | 65  | 6  | 49  | 1418  | 1316 | 54,17  |
| Scozia        | 8 gennaio 1883   | 8 gennaio 1883    | 119 | 68  | 3  | 48  | 1563  | 1233 | 57,14  |
| Francia       | 2 marzo 1908     | 2 marzo 1908      | 92  | 46  | 3  | 43  | 1364  | 1325 | 50,00  |
| Australia     | 12 dicembre 1908 | 12 dicembre 1908  | 43  | 12  | 1  | 30  | 562   | 864  | 27,9   |
| Nuova Zelanda | 16 dicembre 1905 | 16 dicembre 1905  | 35  | 3   | 0  | 32  | 291   | 882  | 8      |
| Sudafrica     | 1º dicembre 1906 | 26 giugno 1999    | 36  | 6   | 1  | 29  | 510   | 872  | 16,6   |
| Italia        | 12 ottobre 1994  | 12 ottobre 1994   | 21  | 18  | 1  | 2   | 664   | 347  | 85,71  |
| Argentina     | 9 ottobre 1991   | 9 ottobre 1991    | 15  | 10  | 0  | 5   | 428   | 350  | 66,66  |
| Canada        | 3 giugno 1987    | 3 giugno 1987     | 12  | 11  | 0  | 1   | 460   | 207  | 91,67  |
| Figi          | 9 novembre 1985  | 9 novembre 1985   | 9   | 7   | 1  | 1   | 289   | 119  | 77,78  |
| Giappone      | 16 ottobre 1993  | 16 ottobre 1993   | 9   | 8   | 0  | 1   | 493   | 129  | 88,89  |
| Samoa         | 14 giugno 1986   | 14 giugno 1986    | 9   | 5   | 0  | 4   | 212   | 163  | 55,56  |
| Romania       | 12 novembre 1983 | 17 settembre 1994 | 8   | 6   | 0  | 2   | 342   | 96   | 75,00  |
| Tonga         | 12 giugno 1986   | 12 giugno 1986    | 7   | 7   | 0  | 0   | 203   | 78   | 100,00 |
| Stati Uniti   | 7 novembre 1987  | 7 novembre 1987   | 7   | 7   | 0  | 0   | 305   | 86   | 100,00 |
| Namibia       | 2 giugno 1990    | 2 giugno 1990     | 4   | 4   | 0  | 0   | 171   | 69   | 100,00 |
| Zimbabwe      | 22 maggio 1993   | 22 maggio 1993    | 3   | 3   | 0  | 0   | 126   | 38   | 100,00 |
| Portogallo    | 18 maggio 1994   | 18 maggio 1994    | 1   | 1   | 0  | 0   | 102   | 11   | 100,00 |
| Spagna        | 21 maggio 1994   | 21 maggio 1994    | 1   | 1   | 0  | 0   | 54    | 0    | 100,00 |
| TOTALE        | TOTALE           | TOTALE            | 655 | 337 | 28 | 290 | 10879 | 9684 | 51,45  |

### Confronti in Coppa del Mondo con le altre Nazionali
| Avversario    | G  | V  | N | P  | PF  | PS  | % V/G  |
| ------------- | -- | -- | - | -- | --- | --- | ------ |
| Australia     | 5  | 1  | 0 | 4  | 72  | 136 | 20,00  |
| Canada        | 3  | 3  | 0 | 0  | 123 | 36  | 100,00 |
| Giappone      | 3  | 3  | 0 | 0  | 171 | 45  | 100,00 |
| Irlanda       | 3  | 2  | 0 | 1  | 58  | 40  | 66,66  |
| Nuova Zelanda | 3  | 0  | 0 | 3  | 52  | 136 | 0,00   |
| Samoa         | 3  | 1  | 0 | 2  | 61  | 64  | 33,33  |
| Argentina     | 2  | 2  | 0 | 0  | 39  | 25  | 100,00 |
| Figi          | 2  | 1  | 0 | 1  | 100 | 38  | 50,00  |
| Inghilterra   | 2  | 1  | 0 | 1  | 33  | 31  | 50,00  |
| Samoa         | 2  | 0  | 0 | 2  | 44  | 54  | 0,00   |
| Tonga         | 2  | 2  | 0 | 0  | 56  | 36  | 100,00 |
| Francia       | 1  | 0  | 0 | 1  | 8   | 9   | 0,00   |
| Italia        | 1  | 1  | 0 | 0  | 27  | 15  | 100,00 |
| Namibia       | 1  | 1  | 0 | 0  | 81  | 7   | 100,00 |
| Sudafrica     | 1  | 0  | 0 | 1  | 17  | 16  | 0,00   |
| TOTALE        | 34 | 18 | 0 | 16 | 942 | 688 | 52,94  |

### Altri incontri internazionali
| Avversario        | G  | V | N | P | % V/G  |
| ----------------- | -- | - | - | - | ------ |
| Barbarians        | 9  | 3 | 0 | 6 | 33,33  |
| Africa Orientale  | 1  | 1 | 0 | 0 | 100,00 |
| NZ Māori          | 1  | 1 | 0 | 0 | 100,00 |
| Pacific Islanders | 1  | 1 | 0 | 0 | 100,00 |
| TOTALE            | 12 | 6 | 0 | 6 | 50,00  |

## Statistiche individuali

### Generali
- Maggior numero di mete segnate: Shane Williams (58)
- Maggior numero di punti realizzati: Neil Jenkins (1.049)
- Maggior numero di presenze: Alun Wyn Jones (143)

### Dettaglio

#### Presenze in Nazionale
| Incontri | Giocatore        |
| -------- | ---------------- |
| 143      | Alun Wyn Jones   |
| 129      | Gethin Jenkins   |
| 104      | Stephen Jones    |
| 100      | Gareth Thomas    |
| 100      | Martyn Williams  |
| 95       | Adam Rhys Jones  |
| 94       | Colin Charvis    |
| 94       | Mike Phillips    |
| 94       | Jamie Roberts    |
| 92       | Gareth Llewellyn |

#### Punti realizzati
| Punti | Giocatore       |
| ----- | --------------- |
| 1.049 | Neil Jenkins    |
| 917   | Stephen Jones   |
| 733   | Leigh Halfpenny |
| 392   | Dan Biggar      |
| 352   | James Hook      |
| 304   | Paul Thorburn   |
| 290   | Shane Williams  |
| 211   | Arwel Thomas    |
| 200   | Gareth Thomas   |
| 195   | George North    |

#### Mete realizzate
| Mete | Giocatore       |
| ---- | --------------- |
| 58   | Shane Williams  |
| 40   | Gareth Thomas   |
| 39   | George North    |
| 33   | Ieuan Evans     |
| 22   | Colin Charvis   |
| 20   | Gerald Davies   |
| 20   | Gareth Edwards  |
| 20   | Tom Shanklin    |
| 18   | Rhys Williams   |
| 17   | Reggie Gibbs    |
| 17   | Ken Jones       |
| 17   | Johnny Williams |